# Kaakkurijärvi (Gällivare socken, Lappland, 741524-172995)
Kaakkurijärvi är en sjö i Gällivare kommun i Lappland och ingår i Råneälvens huvudavrinningsområde.